# Erich Graf von Bernstorff
Erich Adolf Ernst von Bernstorff-Gyldensteen (Raguth, Mecklenburg-Pomerània Occidental, 26 de juny de 1883 – Enggaard, Tønder, Dinamarca, 6 d'octubre de 1968) va ser un tirador alemany que va competir a començaments del segle xx.
El 1912 va prendre part en els Jocs Olímpics d'Estocolm, on disputà dues proves del programa de tir. Guanyà la medalla de bronze en la competició de fossa olímpica per equips, mentre en la prova individual fou divuitè.